# Lepanus loftyensis
Lepanus loftyensis är en skalbaggsart som beskrevs av Matthews och Bevan S. Weir 2002. Lepanus loftyensis ingår i släktet Lepanus och familjen bladhorningar. Inga underarter finns listade i Catalogue of Life.